# Флорин, Карл Рудольф
Карл Рудо́льф Флори́н (швед. Carl Rudolf Florin или швед. Rudolf Florin, 5 апреля 1894 — 24 сентября 1965) — шведский ботаник.

## Биография
Карл Рудольф Флорин родился 5 апреля 1894 года. 
В 1931 году он получил докторскую степень в Стокгольмском университете. В 1947 году Флорин стал членом Шведской королевской академии наук. Он был директором Bergianska trädgården с 1944 по 1964 год и директором Vetenskapsakademiens Bergianska stiftelse. В 1958 году он получил Медаль Дарвина — Уоллеса от Лондонского Линнеевского общества. 
Карл Рудольф Флорин умер в 24 сентября 1965 года.   

## Научная деятельность
Карл Рудольф Флорин специализировался на окаменелостях, водорослях и на семенных растениях (в особенности, хвойных).

## Некоторые публикации
- On the geological history of the Sciadopitineae. Svensk Bot. Tidskr. 16 (2): 260—270. 1922.
- Die Koniferengattung Libocedrus Endl. in Ostasien. Svensk Bot. Tidskr. 24 (1): 117—131. 1930.
- Pilgerodendron, eine neue Koniferengattung aus Süd-Chile. Svensk Bot. Tidskr. 24 (1): 132—135. 1930.
- Untersuchungen zur Stammesgeschichte der Coniferales und Cordaitales. Erster Teil: Morphologie und Epidermisstruktur der Assimilationsorgane bei den rezenten Koniferen. Kongl. Svenska Vetenskapsakad. Handl. 10 (1) 1—588. 1931.
- Die Koniferen des Oberkarbons und des unteren Perms. Palaeontographica B 85: 1—729. 1938—1945.
- Evolution in Cordaites & Conifers. Acta Hort. Berg. 15 (2): 285—388. 1951.
- On Metasequoia, living and fossil. Bot. Not. 1 (105): 1—29. 1952.
- Nomenclatural notes on genera of living gymnosperms. Taxon 5 (8): 188—192. 1956.
- The distribution of Conifer & Taxad genera in Time & Space. Acta Hort. Berg. 20 (4): 121—312. 1963.
- The distribution of Conifer & Taxad genera in Time and Space; additions and corrections. Acta Hort. Berg. 20 (6): 319—326. 1966.